# Condado de Pope (Minnesota)
El condado de Pope es un condado estadounidense, situado en el estado de Minnesota. Según el censo de los Estados Unidos del 2000, la población es de 11 236 habitantes. La cabecera del condado es Glenwood.

## Geografía
Según la Oficina del Censo de los Estados Unidos, el condado tiene un área total de 1,858 km² (717 millas²). De éstas 1,736 km² (670 mi²) son de tierra y 122 km² (47 mi²) son de agua.

### Colindancias
- Condado de Douglas - norte
- Condado de Stearns - este
- Condado de Kandiyohi - sureste
- Condado de Swift - sur
- Condado de Stevens - oeste
- Condado de Grant - noroeste

## Historia
El Condado de Pope se separó de los condados de Gallatin y Johnson en 1816, su nombre es en honor de Nathaniel Pope, Secretario del Territorio de Illinois.

## Demografía
Según el censo del año 2000, hay 11,236 personas, 4,513 cabezas de familia, y 3,064 familias que residen en el condado. La densidad de población es de 6 hab/km² (17 hab/mi²). La composición racial tiene:
- 98.85 % Blancos (no hispanos)
- 0.51 % Hispanos (todos los tipos)
- 0.20 % Negros o Negros Americanos (no hispanos)
- 0.18 % Otras razas (no hispanos)
- 0.08 % Asiáticos (no hispanos)
- 0.50 % Mestizos (no hispanos)
- 0.18 % Nativos Americanos (no hispanos)
- 0.01 % Isleños (no hispanos)

Hay 4513 cabezas de familia, de los cuales el 30 % tienen menores de 18 años viviendo con ellos, el 59.00 % son parejas casadas viviendo juntas, el 5.90 % son mujeres que forman una familia monoparental (sin cónyuge), y 32.10% no son familias. El tamaño promedio de una familia es de 2.42 miembros.
En el condado el 25% de la población tiene menos de 18 años, el 6.70% tiene de 18 a 24 años, el 23.10% tiene de 25 a 44, el 23.80% de 45 a 64, y el 21.50% son mayores de 65 años. La edad media es de 42 años. Por cada 100 mujeres hay 96.9 hombres. Por cada 100 mujeres mayores de 18 años hay 92.9 hombres.

## Economía
Los ingresos medios de un cabeza de familia el condado es de $35,633, y el ingreso medio familiar es $42,818.00 Los hombres tienen unos ingresos medios de $30,452 frente a $20,511 de las mujeres. El ingreso per cápita del condado es de $19,032.00 El 8.80% de la población y el 5.80% de las familias están debajo de la línea de pobreza. Del total de gente en esta situación, 9.40% tienen menos de 18 y el 12.10% tienen 65 años o más.

## Ciudades y pueblos
| - Brooten † - Cyrus - Farwell - Glenwood - Long Beach - Lowry - Sedan - Starbuck - Villard - Westport | - Bangor - Barsness - Ben Wade - Blue Mounds - Chippewa Falls - Gilchrist - Glenwood - Grove Lake - Hoff - Lake Johanna | - Langhei - Leven - Minnewaska - New Prairie - Nora - Reno - Rolling Forks - Walden - Westport - White Bear Lake |

† Brooten está en el Condado de Stearns, pero una pequeña parte se extienda al Condado de Pope.